# Coenocyathus
Genre
Coenocyathus est un genre de coraux durs de la famille des Caryophylliidae.

## Liste d'espèces
| Selon World Register of Marine Species (27 juin 2015) : - Coenocyathus anthophyllites Milne Edwards & Haime, 1848 - Coenocyathus bowersi Vaughan, 1906 - Coenocyathus brooki Cairns, 1995 - Coenocyathus caribbeana Cairns, 2000 - Coenocyathus cylindricus Milne Edwards & Haime, 1848 - Coenocyathus goreaui Wells, 1972 - Coenocyathus humanni Cairns, 2000 - Coenocyathus parvulus (Cairns, 1979) | Selon ITIS (27 juin 2015) : - Coenocyathus anthophyllites Milne-Edwards & Haime, 1848 - Coenocyathus bartschi Wells, 1947 - Coenocyathus bowersi Vaughan, 1906 - Coenocyathus brooki Cairns, 1995 - Coenocyathus cylindricus Milne-Edwards & Haime, 1848 - Coenocyathus goreaui Wells, 1972 - Coenocyathus parvula (Cairns, 1979) |